# Kernberge
Die Kernberge sind ein 391,6 m ü. NHN hoher Muschelkalkbergzug östlich von Jena. Er bildet gemeinsam mit dem Johannisberg und dem Hausberg die Süd-Ostfront des Saaletals in Jena. Er erstreckt sich vom Ziegenhainer Tal bis zum Johannisberg.
Geologische Besonderheiten der Kernberge sind die Teufelslöcher, die Studentenrutsche und die Diebeskrippe.

## Geographie
Die Kernberge liegen südöstlich vom Jenaer Stadtzentrum und sind im Osten mit der Muschelkalkhochfläche der Wöllmisse verbunden. Der in West-Ost-Richtung verlaufende Bergkamm wird insbesondere im Westen und Süden zum Pennickental durch zahlreiche kleine Einschnitte stark gegliedert. Ausläufer des westlich gelegenen Hummelsberges (375,2 m) sind unter anderem die Sophienhöhe (368 m), die Rabensberge (ca. 350 m), die Ernst-Häckel-Höhe  und der Ziegenberg. Nördlich im Ziegenhainer Tal liegt der Stadtteil Ziegenhain und im Südwesten der Stadtteil Wöllnitz.

## Entstehung

Blick aus südwestlicher Richtung von Winzerla auf die Kernberge

Geologisch gesehen liegt Jena auf Buntsandstein mit eingelagerten Gipsschichten. In höheren Lagen ist auch Muschelkalk zu finden, da sich im Gebiet von Jena früher Meer befand. Durch Sedimentation lagerten sich Buntsandstein und Muschelkalk (Letzteres wird durch die Rückstände von einzelligen Meereslebewesen gebildet) ab. Diese Trias-Schichten sind 220 bis 280 Millionen Jahre alt.

## Studentenrutsche

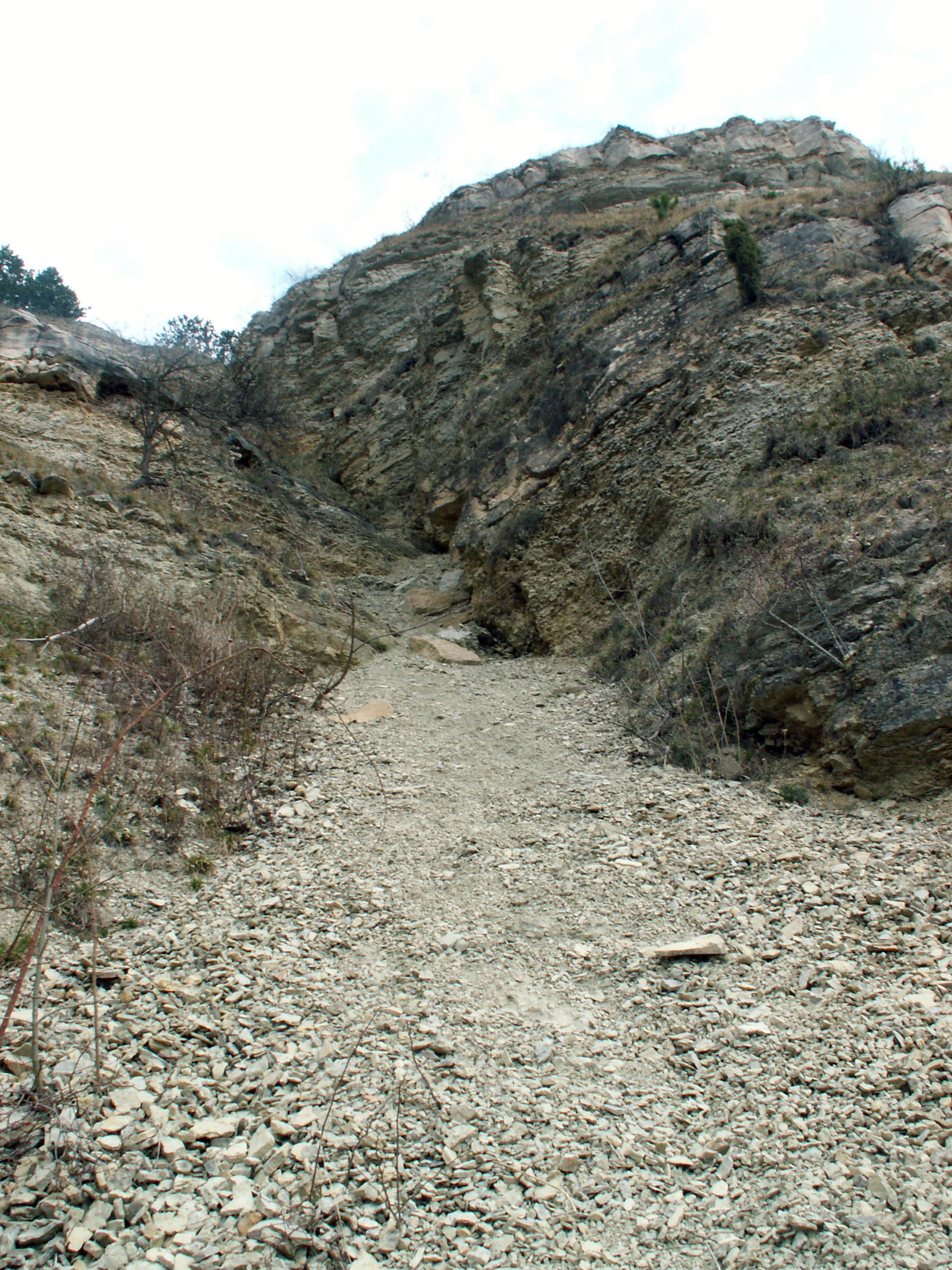
„Studentenrutsche“, 2007

Die Studentenrutsche ist eine geologische Störung im Muschelkalk der Kernberge. Sie befindet sich zwischen dem Kernbergviertel und Wöllnitz Lobeda. Die Erosionsrinne ist sehr markant und von vielen Stellen Jenas leicht zu erkennen. Die Studentenrutsche ist der dritte Aufschluss des Zweiten Geologischen Lehrpfades von Jena. Eine Erläuterungstafel befindet sich unweit des Aufschlusses am Weg. Den Namen erhielt sie wahrscheinlich durch Studenten, die hier eine Mutprobe in Form des Herunterrutschens auf dem Geröllhang durchführten.

## Teufelslöcher

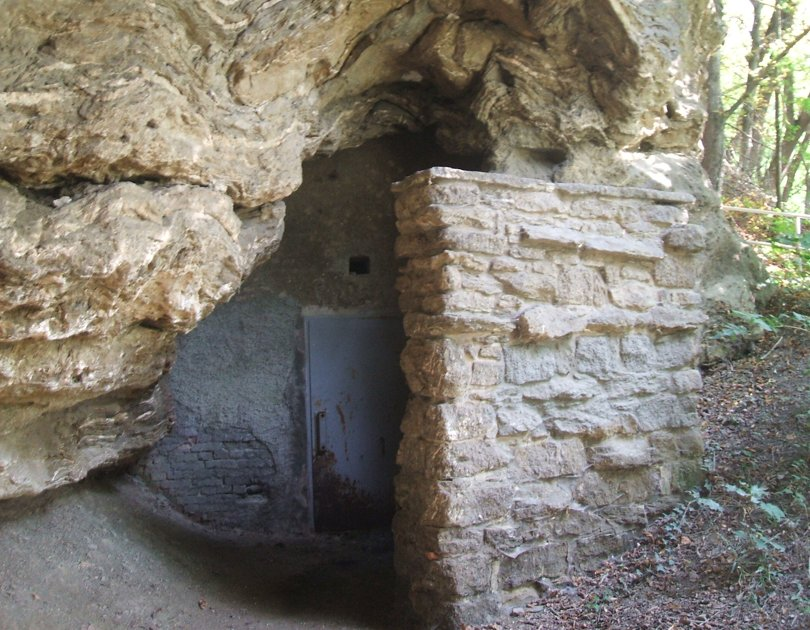
Zugemauerter Eingang zu den Teufelslöchern

Die Teufelslöcher sind Höhlen am Fuße der Kernberge in Jena. Das Gestein, in dem sich die Teufelslöcher befinden, ist stark gipshaltig (Fossilfreie Gipse oder Basisgipse der Salinarrötfolge). Diese Höhlen entstanden früher teilweise durch den Gipsabbau in diesem Gebiet (rechter Höhleneingang) und wurden im weiteren Verlauf durch die Kraft des Wassers (Korrosion / Verkarstung) erweitert. So entspringt gleich neben den Höhleneingängen an der Grenze zum darunterliegenden Sandstein eine Quelle. Sie ist stark kalkhaltig und enthält etwas Bittersalz, welches dem Wasser einen markanten Geschmack verleiht. Im Bereich des Quellaustrittes konnten sich im Laufe der Jahre Kalksinterablagerungen bilden. Die Teufelslöcher wurden 1319 erstmals erwähnt und sind damit die ältesten urkundlich erwähnten Höhlen in Thüringen. 1963 wurde das Gelände als Flächennaturdenkmal unter Schutz gestellt.
Im Mitteldeutschen Höhlenkataster (geführt von der Höhlenforschergruppe Dresden) wird die Höhle „Teufelslöcher“ unter 5035/TB-01 gelistet. Wenige 100 m nördlich der Teufelslöcher lässt sich eine markante geologische Störung am Hangbereich erkennen, die so genannte Lichtenhainer Störung. Dort tritt dann im gleichen Niveau der  Chirotheriensandstein zu Tage. An den Teufelslöchern beginnt der Heimatkundliche Lehrpfad und nahe diesem ca. 100 m nördlich an der Lichtenhainer Störung der Zweite Geologische Lehrpfad von Jena.

### Nutzung
Der dort abgebaute Alabaster wurde um 1800 zum Bau des neuen Residenzschlosses in Weimar verwendet. Im Zweiten Weltkrieg wurden die Höhlen als Lagerstätte für Obst und Gemüse genutzt.

### Lebensraum
Bekannt sind die Teufelslöcher vor allem für die dort lebenden verschiedenen Fledermausarten. Besonders sind die vom Aussterben bedrohte Kleine Hufeisennase, die Mopsfledermaus sowie das Große Mausohr zu erwähnen. Daneben ziehen sich auch Steinmarder und Insekten wie Schnaken, Bienen, Fliegen und Schmetterlinge gern in die Höhlen zurück.

### Sage
Einer thüringischen Sage zufolge gingen die Einwohner von Wöllnitz nie an den Teufelslöchern vorbei, ohne sich zu bekreuzigen und „Ha, ha!“ auszurufen, um dem in den Löchern lebenden verwünschten Vogelsteller nicht zu begegnen, der im Innern des Kernbergs Menschen gefangen hält. Goethes Schwager Christian August Vulpius hat diesen Sagenstoff in seinen Thüringischen Sagen und Volksmährchen (1823) zu einer Erzählung ausgesponnen.

## Touristisches

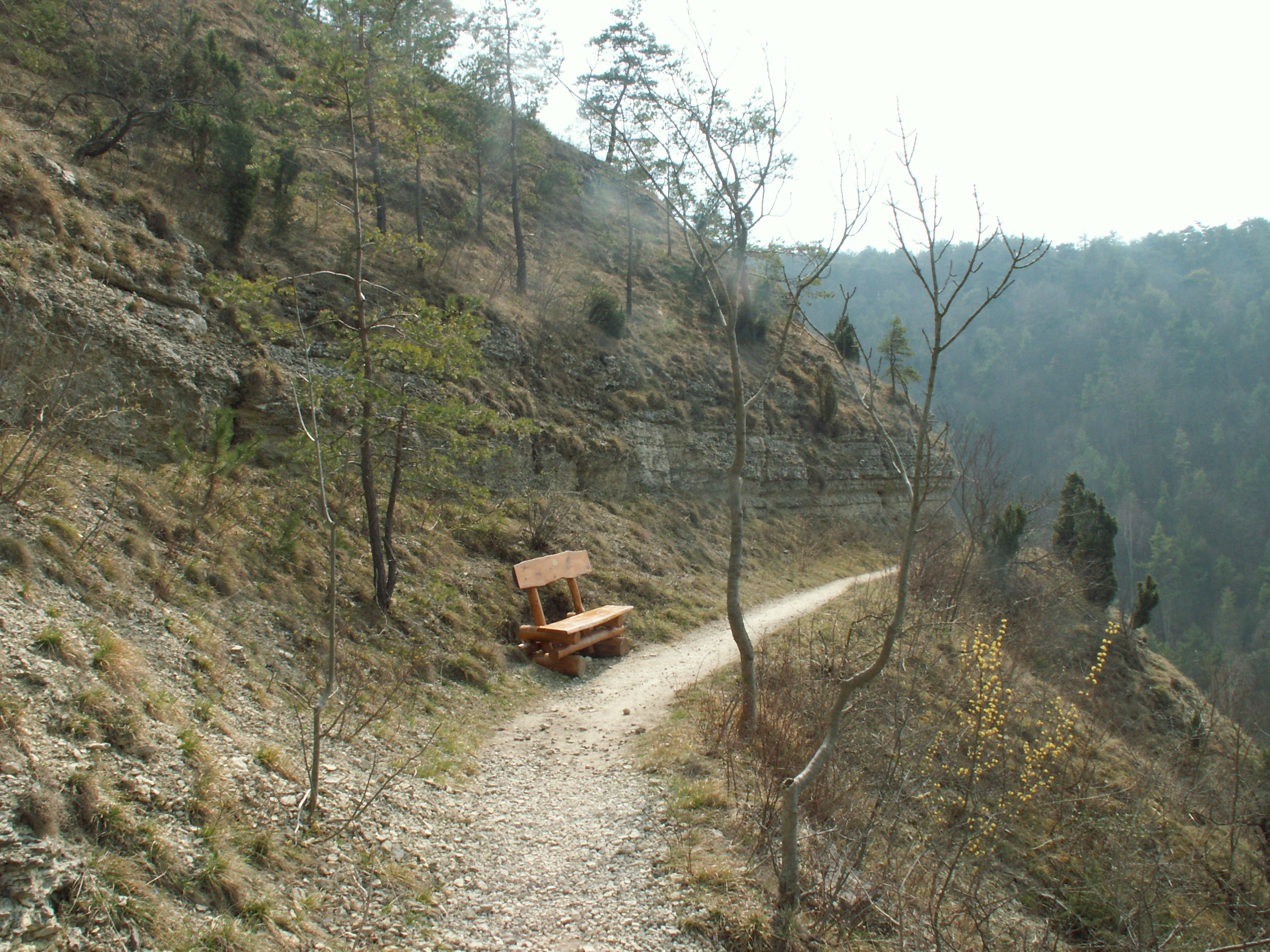
Wanderweg am Hummelsberg

An den Kernbergen entlang verlaufen drei Wanderwege – die obere, mittlere und die untere Horizontale – und außerdem der Zweite Geologische Lehrpfad von Jena. Seit 1977 findet über die Kernberge der Kernberglauf statt.
Die SaaleHorizontale wurde 2023 von Lesern des Wandermagazins zum schönsten Wanderweg Deutschlands für mehrtägige Touren gewählt. 

## Fernsehumsetzer/DVB-T-Sender
Seit Mitte 2008 wurde Jena durch einen Sendemast, betrieben von der Deutschen Funkturm GmbH auf den Kernbergen, mit digitalem terrestrischem Fernsehen versorgt. Vorher befand sich an dieser Stelle ein analoger Fernsehumsetzer, der am 19. März 2008 zurückgebaut wurde.

Der DVB-T-Sender strahlte das Signal mit 25 kW effektiver Strahlungsleistung ab (54,75 m Höhe); der alte analoge Umsetzer strahlte nur 1,3 kW in 32 m Höhe ab. Obwohl die Grenzwertauslastung nach der Umstellung im Schnitt um das Zehnfache höher ist, werden die Grenzwerte bei weitem nicht erreicht.
Am 29. März 2017 endete die Ausstrahlung von DVB-T-Programmen und der Regelbetrieb von DVB-T2 HD wurde aufgenommen. Seitdem senden im DVB-T2-Standard die Programme der ARD (MDR-Mux), des ZDF sowie das kommerzielle Angebot von freenet TV (in Irdeto verschlüsselt) im HEVC-Videokodierverfahren und in Full-HD-Auflösung.

### Digitales Fernsehen (DVB-T2)
Die DVB-T2 HD-Ausstrahlungen aus Jena sind im Gleichwellenbetrieb (Single Frequency Network) mit anderen Sendestandorten.
Alle kursiv dargestellten Sender sind verschlüsselt und nur über die DVB-T2 HD-Plattform freenet TV empfangbar.
| Kanal | Frequenz (MHz) | Multiplex                                                | Programme im Multiplex | ERP (kW) | Antennendiagramm rund (ND)/ gerichtet (D) | Polarisation horizontal (H) / vertikal (V) | Modulationsverfahren | FEC | Guardintervall | Bitrate (MBit/s) | Gleichwellennetz (SFN)                                                                    |
| ----- | -------------- | -------------------------------------------------------- | --- | -------- | ----------------------------------------- | ------------------------------------------ | -------------------- | --- | -------------- | ---------------- | ----------------------------------------------------------------------------------------- |
| 27    | 522            | MDR 1 (ARD)                                              | - Das Erste HD - tagesschau24 HD - MDR Sachsen HD - MDR S-Anhalt HD - MDR Thüringen HD - NDR FS NDS HD - rbb Brandenburg HD - SWR BW HD                                                              | 10       | ND                                        | V                                          | 64-QAM               | 3/5 | 19/256         | 23,6             | Jena (Kernberge), Erfurt-Windischholzhausen, Weimar (Großer Ettersberg), Gera, Inselsberg |
| 21    | 474            | MDR 2 (ARD)                                              | - arte HD - PHOENIX HD - ONE HD - BR Fernsehen HD - hr-fernsehen HD - WDR HD Köln - ARD-alpha HD (Internet) 1) - SWR BW HD (Internet) 1)                                                             | 10       | ND                                        | V                                          | 64-QAM               | 3/5 | 19/256         | 23,6             | Jena (Kernberge), Erfurt-Windischholzhausen, Weimar (Großer Ettersberg)                   |
| 41    | 634            | Substream 0: ZDF (ZDFmobil) Substream 1: MEDIA BROADCAST | Substream 0: - ZDF HD - ZDFinfo HD - zdf_neo HD - 3sat HD - KiKA HD Substream 1: - freenet.TV connect                                                                                                | 5        | ND                                        | V                                          | 64-QAM               | 3/5 | 19/128         | 22               | Jena (Kernberge), Erfurt-Windischholzhausen, Weimar (Großer Ettersberg), Inselsberg       |
| 44    | 658            | MEDIA BROADCAST (RTL Group)                              | - RTL HD - VOX HD - SUPER RTL HD - RTL II HD - n-tv HD - RTL NITRO HD - Tele 5 HD | 10       | ND                                        | V                                          | 64-QAM               | 2/3 | 1/16           | 27,6             | Jena (Kernberge), Erfurt-Windischholzhausen, Weimar (Großer Ettersberg)                   |
| 33    | 570            | MEDIA BROADCAST (ProSiebenSat.1 Media)                   | - SAT.1 HD - ProSieben HD - kabel eins HD - SIXX HD - Pro7 MAXX HD - SAT.1 Gold HD - Sport1 HD | 10       | ND                                        | V                                          | 64-QAM               | 2/3 | 1/16           | 27,6             | Jena (Kernberge), Erfurt-Windischholzhausen, Weimar (Großer Ettersberg)                   |
| 47    | 682            | MEDIA BROADCAST                                          | Substream 0: - Disney Channel HD - N24 HD - DMAX HD - Eurosport 1 HD - nickelodeon HD - test - QVC HD - HSE24 HD - Bibel TV HD Substream 1: - freenet.TV Info - ssu (System Software Update service) | 10       | ND                                        | V                                          | 64-QAM               | 2/3 | 1/16           | 27,6             | Jena (Kernberge), Erfurt-Windischholzhausen, Weimar (Großer Ettersberg), Gera             |

  1)Für den Empfang von ARD-alpha HD (Internet) und SWR BW HD (Internet) ist ein hbb-TV fähiges Endgerät erforderlich.